# مارتین هولت
مارتین هولت (انگلیسی: Martin Holt; ۱۳ ژانویهٔ ۱۸۸۱ – ۲ نوامبر ۱۹۵۶) ورزشکار شمشیربازی اهل بریتانیا بود.
وی در مسابقات کشوری و بین‌المللی در مجموع برندهٔ ۲ مدال نقره شده‌است.